# Araules
Araules là một xã thuộc tỉnh Haute-Loire nam trung bộ nước Pháp. Xã Araules nằm ở khu vực có độ cao trung bình 1044 mét trên mực nước biển.